# Nicola Kaminski
Nicola Kaminski (* 4. Juli 1967 in Nürnberg) ist eine deutsche Literaturwissenschaftlerin.

## Leben
Nach dem Studium der Germanistik, Gräzistik und Latinistik an der Universität Tübingen hatte sie von 2001 bis 2004 ein Heisenberg-Stipendium der Deutschen Forschungsgemeinschaft. Nach der Promotion 1994 und der Habilitation 1999 ist sie seit 2005 Professorin für Neugermanistik, insbesondere deutsche Literatur von der Frühen Neuzeit bis zum 18. Jahrhundert an der Ruhr-Universität Bochum. Seit 2016 ist sie Sprecherin der DFG-Forschergruppe 2288 „Journalliteratur: Formatbedingungen, visuelles Design, Rezeptionskulturen“.

## Schriften (Auswahl)
- Der Liebe eisen=harte Noth. „Cardenio und Celinde“ im Kontext von Gryphius' Märtyrerdramen. Tübingen 1992, ISBN 3-484-32063-X.
- Andreas Gryphius. Stuttgart 1998, ISBN 3-15-017610-7.
- Kreuz-Gänge. Romanexperimente der deutschen Romantik. Paderborn 2001, ISBN 3-506-74255-8.
- Ex bello ars oder Ursprung der „Deutschen Poeterey“. Heidelberg 2004, ISBN 3-8253-1564-9.